# Saint-Louis-en-l'Isle
Pour les articles homonymes, voir Saint-Louis et l'Isle.
Saint-Louis-en-l'Isle est une commune française située dans le département de la Dordogne, en région Nouvelle-Aquitaine.

## Géographie

### Généralités
Dans l'ouest du département de la Dordogne, la commune de Saint-Louis-en-l'Isle est située au nord en forêt de la Double, et en vallée de l'Isle au sud. Avec moins de trois kilomètres carrés, c'est la commune la moins étendue de la Dordogne, après Monpazier. C'est une commune rurale qui fait partie de l'unité urbaine de Mussidan et qui était incluse jusqu'en 2019 dans l'aire urbaine de Mussidan. Elle est située en rive droite de l'Isle est bordée à l'ouest par son affluent la Beauronne.
À l'intersection des routes départementales (RD) 3E5 et 3E10, le bourg de Saint-Louis-en-l'Isle se situe, en distances orthodromiques, quatre kilomètres au nord-est de Mussidan et quatorze kilomètres au sud-ouest de Saint-Astier.
La commune est également desservie par la RD 3. Elle est aussi traversée par la ligne ferroviaire Bordeaux - Périgueux dont la gare la plus proche est celle de Mussidan, à six kilomètres du bourg par la route.
Entre Douzillac au nord-est et Beauronne et Saint-Front-de-Pradoux au nord-ouest, le sentier de grande randonnée GR 646 traverse le territoire communal en forêt de la Double sur près de deux kilomètres

### Communes limitrophes
Saint-Louis-en-l'Isle est limitrophe de quatre autres communes.
| Beauronne              |                       | Douzillac |
| Saint-Front-de-Pradoux | Saint-Louis-en-l'Isle |           |
|                        |                       | Sourzac   |

### Géologie et relief

#### Géologie
Situé sur la plaque nord du Bassin aquitain et bordé à son extrémité nord-est par une frange du Massif central, le département de la Dordogne présente une grande diversité géologique. Les terrains sont disposés en profondeur en strates régulières, témoins d'une sédimentation sur cette ancienne plate-forme marine. Le département peut ainsi être découpé sur le plan géologique en quatre gradins différenciés selon leur âge géologique. Saint-Louis-en-l'Isle est située dans le quatrième gradin à partir du nord-est, un plateau formé de dépôts siliceux-gréseux et de calcaires lacustres de l'ère tertiaire.
Les couches affleurantes sur le territoire communal sont constituées de formations superficielles du Quaternaire et de roches sédimentaires datant pour certaines du Cénozoïque, et pour d'autres du Mésozoïque. La formation la plus ancienne, notée c5d, date du Campanien 4, des calcaires crayo-marneux grisâtres et des calcaires graveleux bioclastiques à orbitoides. La formation la plus récente, notée CFp, fait partie des formations superficielles de type colluvions indifférenciées de versant, de vallon et plateaux issues d'alluvions, molasses, altérites. Le descriptif de ces couches est détaillé dans  la feuille « no 782 - Mussidan » de la carte géologique au 1/50 000 de la France métropolitaine, et sa notice associée.

Carte géologique de Saint-Louis-en-l'Isle.

#### Relief et paysages
Le département de la Dordogne se présente comme un vaste plateau incliné du nord-est (491 m, à la forêt de Vieillecour dans le Nontronnais, à Saint-Pierre-de-Frugie) au sud-ouest (2 m à Lamothe-Montravel). L'altitude du territoire communal varie quant à elle entre 43 mètres au sud-ouest, au confluent de la Beauronne et de l'Isle, là où cette dernière quitte la commune et sert de limite entre Sourzac et Saint-Front-de-Pradoux, et 127 mètres au nord-est, en forêt de la Double, au nord de l'Argillier.
Dans le cadre de la Convention européenne du paysage entrée en vigueur en France le 1er juillet 2006, renforcée par la loi du 8 août 2016 pour la reconquête de la biodiversité, de la nature et des paysages, un atlas des paysages de la Dordogne a été élaboré sous maîtrise d’ouvrage de l’État et publié en octobre 2020. Les paysages du département s'organisent en huit unités paysagères,. La commune est dans l'unité paysagère de la « Vallée de l'Isle », qui présente un profil contrasté : une vallée relativement encaissée, aux coteaux affirmés, dominant le fond de vallée de 60 à 80 m en amont de Mussidan, une vallée plus élargie en aval avec un fond de vallée plat, large de 1,5 à 2 km. À la fois agricole et urbanisée, elle est parcourue par de nombreuses voies de communication,.
La superficie cadastrale de la commune publiée par l'Insee, qui sert de référence dans toutes les statistiques, est de 2,82 km2,. La superficie géographique, issue de la BD Topo, composante du Référentiel à grande échelle produit par l'IGN, est quant à elle de 2,8 km2.

### Hydrographie

#### Réseau hydrographique
La commune est située dans le bassin de la Dordogne au sein du bassin Adour-Garonne. Elle est drainée par l'Isle et la Beauronne, qui constituent un réseau hydrographique de 7 km de longueur totale,.
L'Isle, d'une longueur totale de 255,29 km, prend sa source dans la Haute-Vienne dans la commune de Janailhac et se jette dans la Dordogne — dont elle est le principal affluent — en rive droite face à Arveyres, en limite de Fronsac et de Libourne,. Formant un méandre, elle borde la commune à l'est et au sud sur près de quatre kilomètres et demi, face à Sourzac.
La Beauronne, d'une longueur totale de 18,12 km, prend sa source dans la commune de Saint-Vincent-de-Connezac ; son bras oriental se jette dans l'Isle en rive droite, en limite de Saint-Front-de-Pradoux et de Saint-Louis-en-l'Isle, face à Sourzac,. Elle sert de limite naturelle à l'ouest sur plus de deux kilomètres et demi, face à Beauronne et Saint-Front-de-Pradoux.

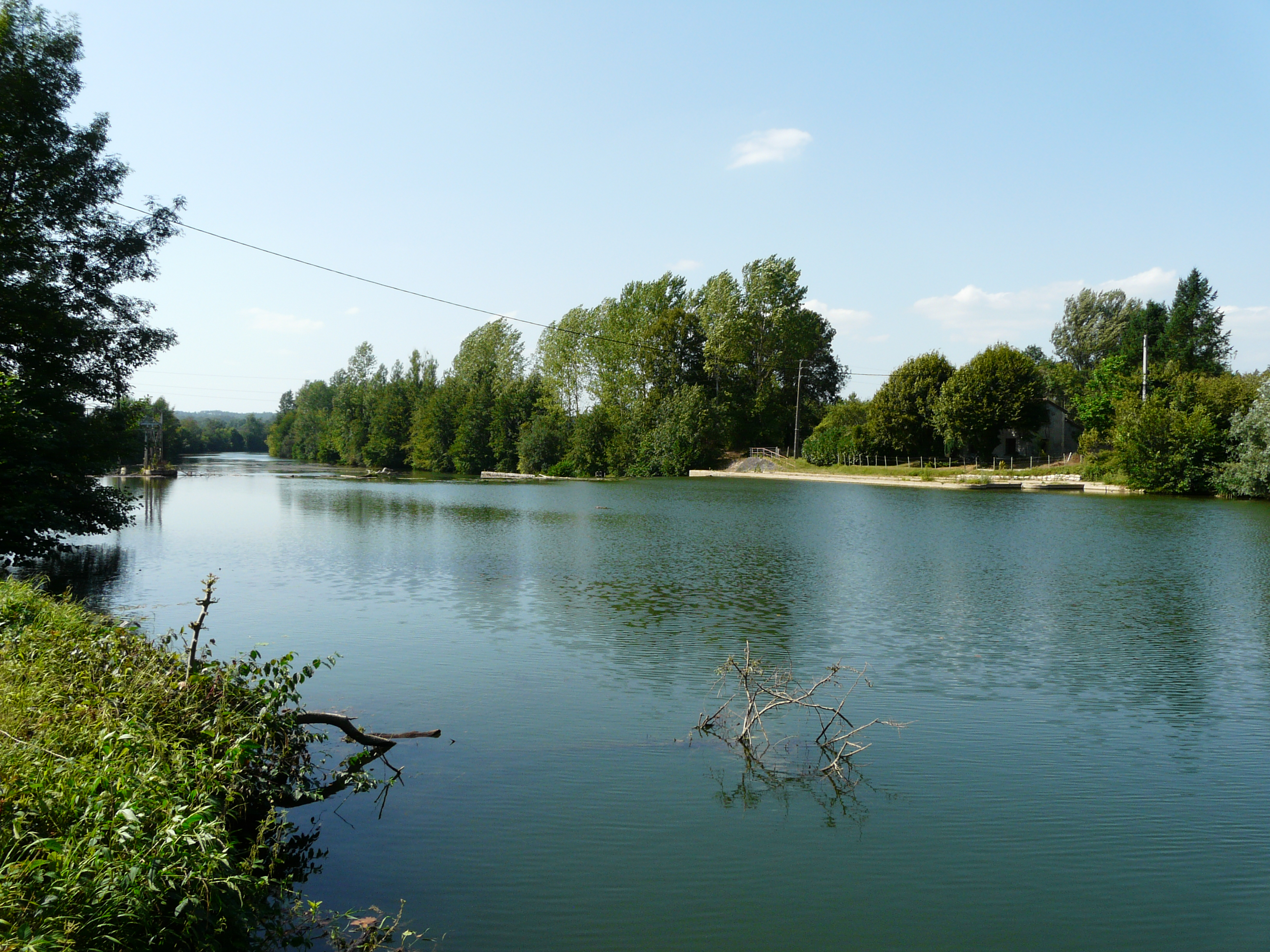
L'Isle en limite de Sourzac (à gauche) et Saint-Louis-en-l'Isle (en rive opposée).
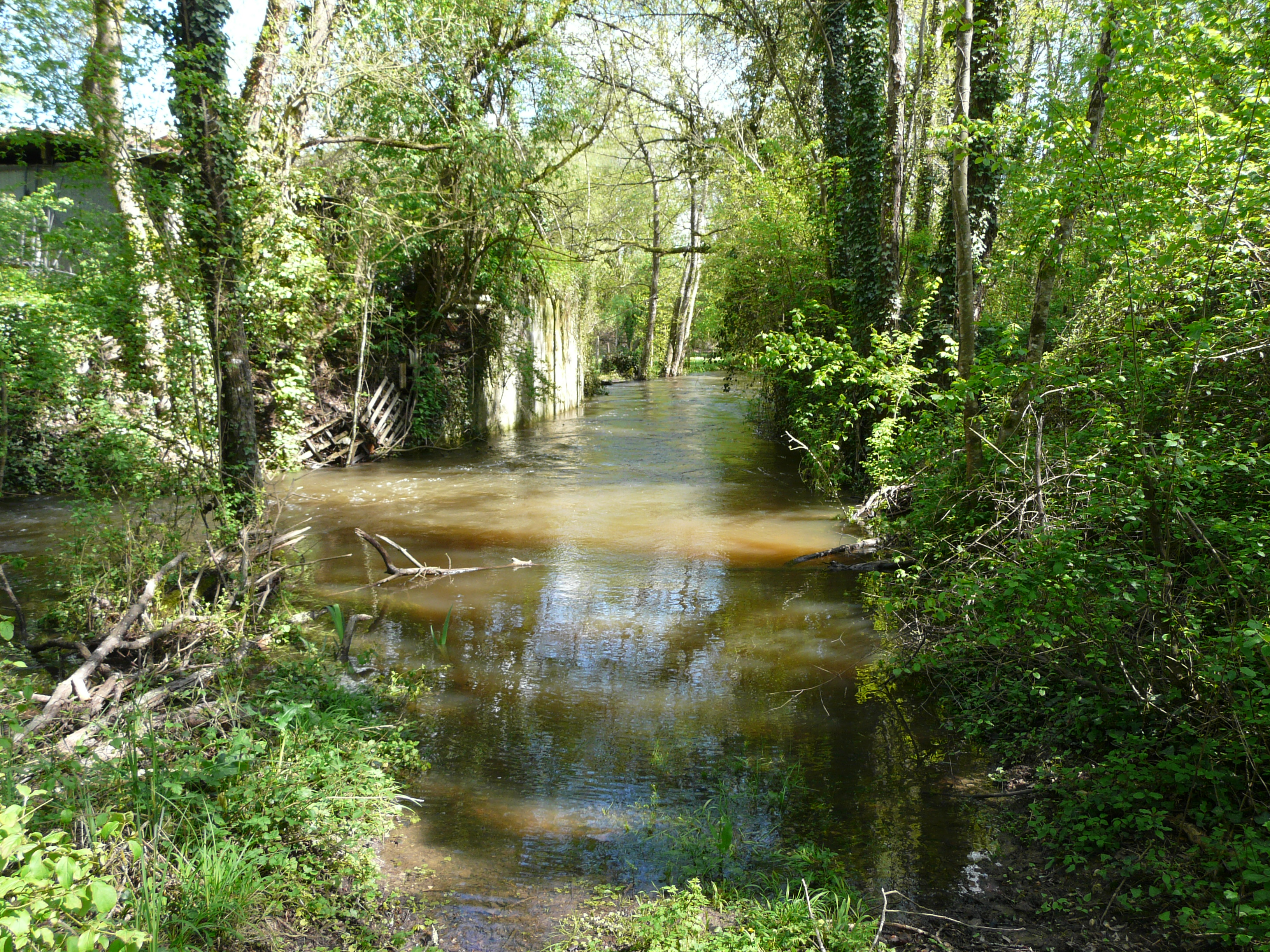
La Beauronne au pont de la RD 3, en limite de Saint-Louis-en-l'Isle (à gauche) et Saint-Front-de-Pradoux.
Réseaux hydrographique et routier de Saint-Louis-en-l'Isle.

#### Gestion et qualité des eaux
Le territoire communal est couvert par le schéma d'aménagement et de gestion des eaux (SAGE) « Isle - Dronne ». Ce document de planification, dont le territoire regroupe les bassins versants de l'Isle et de la Dronne, d'une superficie de 7 500 km2, a été approuvé le 2 août 2021. La structure porteuse de l'élaboration et de la mise en œuvre est l'établissement public territorial de bassin de la Dordogne (EPIDOR). Il définit sur son territoire les objectifs généraux d’utilisation, de mise en valeur et de protection quantitative et qualitative des ressources en eau superficielle et souterraine, en respect des objectifs de qualité définis dans le troisième SDAGE  du Bassin Adour-Garonne qui couvre la période 2022-2027, approuvé le 10 mars 2022.
La qualité des eaux de baignade et des cours d’eau peut être consultée sur un site dédié géré par les agences de l’eau et l’Agence française pour la biodiversité.

### Climat
Pour des articles plus généraux, voir Climat de la Nouvelle-Aquitaine et Climat de la Dordogne.
Historiquement, la commune est exposée à un climat océanique aquitain.  
En 2020, Météo-France publie une typologie des climats de la France métropolitaine dans laquelle la commune est dans une zone de transition entre le climat océanique et le climat océanique altéré et est dans la région climatique  Aquitaine, Gascogne, caractérisée par une pluviométrie abondante au printemps, modérée en automne, un faible ensoleillement au printemps, un été chaud (19,5 °C), des vents faibles, des brouillards fréquents en automne et en hiver et des orages fréquents en été (15 à 20 jours).
Pour la période 1971-2000, la température annuelle moyenne est de 12,5 °C, avec  une amplitude thermique annuelle de 15,1 °C. Le cumul annuel moyen de précipitations est de 852 mm, avec 12,7 jours de précipitations en janvier et 6,6 jours en juillet. Pour la période 1991-2020, la température moyenne annuelle observée sur la station météorologique la plus proche, située sur la commune de Saint-Martin-de-Ribérac à 19 km à vol d'oiseau, est de 13,5 °C et le cumul annuel moyen de précipitations est de 916,6 mm,. Pour l'avenir, les paramètres climatiques de la commune estimés pour 2050 selon différents scénarios d’émission de gaz à effet de serre sont consultables sur un site dédié publié par Météo-France en novembre 2022.

## Urbanisme

### Typologie
Au 1er janvier 2024, Saint-Louis-en-l'Isle est catégorisée commune rurale à habitat dispersé, selon la nouvelle grille communale de densité à 7 niveaux définie par l'Insee en 2022.
Elle appartient à l'unité urbaine de Mussidan, une agglomération intra-départementale dont elle est une commune de la banlieue,. La commune est en outre hors attraction des villes,.

### Occupation des sols
L'occupation des sols de la commune, telle qu'elle ressort de la base de données européenne d’occupation biophysique des sols Corine Land Cover (CLC), est marquée par l'importance des territoires agricoles (75,1 % en 2018), une proportion identique à celle de 1990 (75,1 %). La répartition détaillée en 2018 est la suivante : 
zones agricoles hétérogènes (48,7 %), forêts (24,9 %), terres arables (17,4 %), prairies (8,9 %). L'évolution de l’occupation des sols de la commune et de ses infrastructures peut être observée sur les différentes représentations cartographiques du territoire : la carte de Cassini (XVIIIe siècle), la carte d'état-major (1820-1866) et les cartes ou photos aériennes de l'IGN pour la période actuelle (1950 à aujourd'hui).

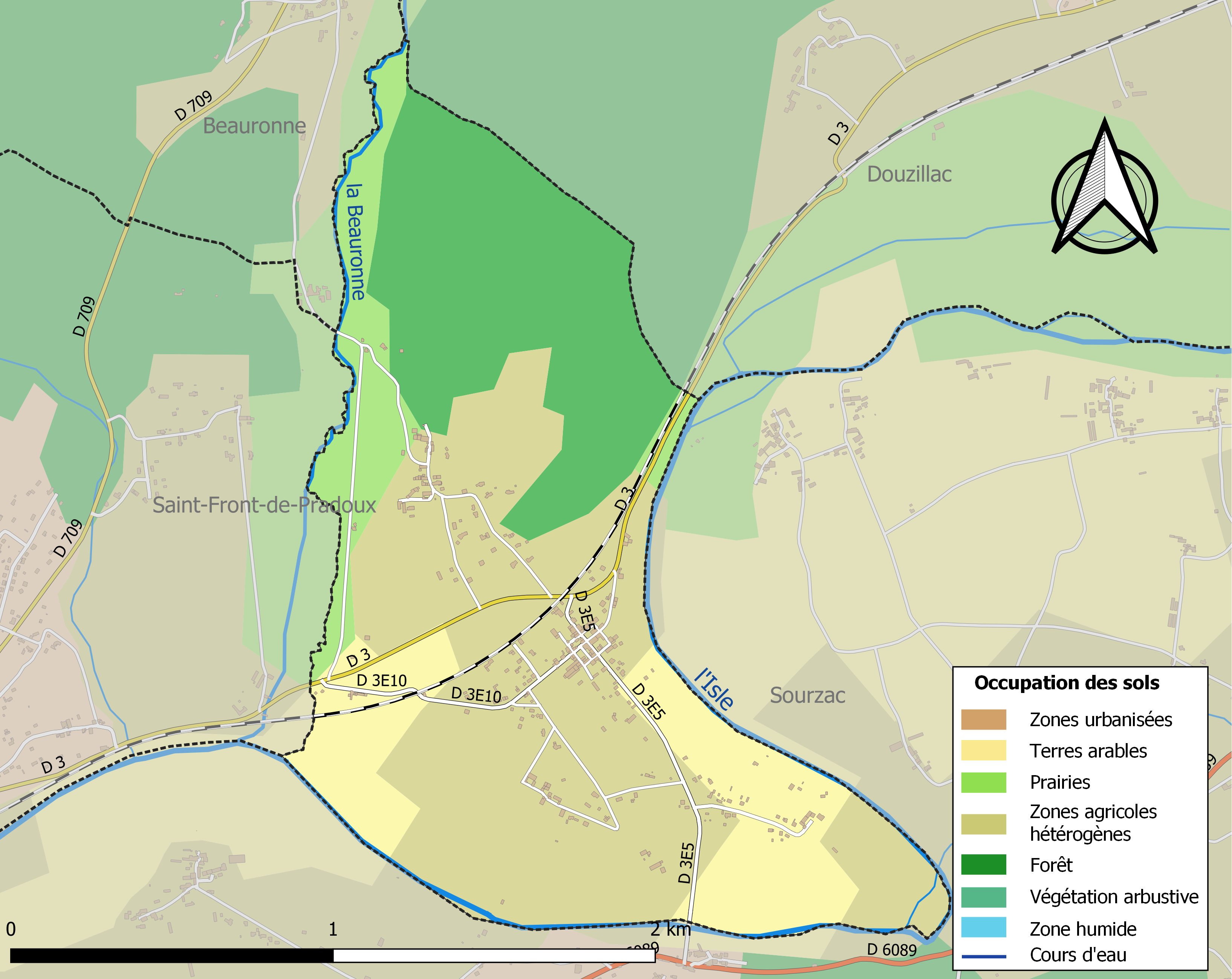
Carte des infrastructures et de l'occupation des sols de la commune en 2018 (CLC).

### Prévention des risques
Le territoire de la commune de Saint-Louis-en-l'Isle est vulnérable à différents aléas naturels : météorologiques (tempête, orage, neige, grand froid, canicule ou sécheresse), inondations, feux de forêts, mouvements de terrains et séisme (sismicité très faible). Un site publié par le BRGM permet d'évaluer simplement et rapidement les risques d'un bien localisé soit par son adresse soit par le numéro de sa parcelle.

#### Risques naturels

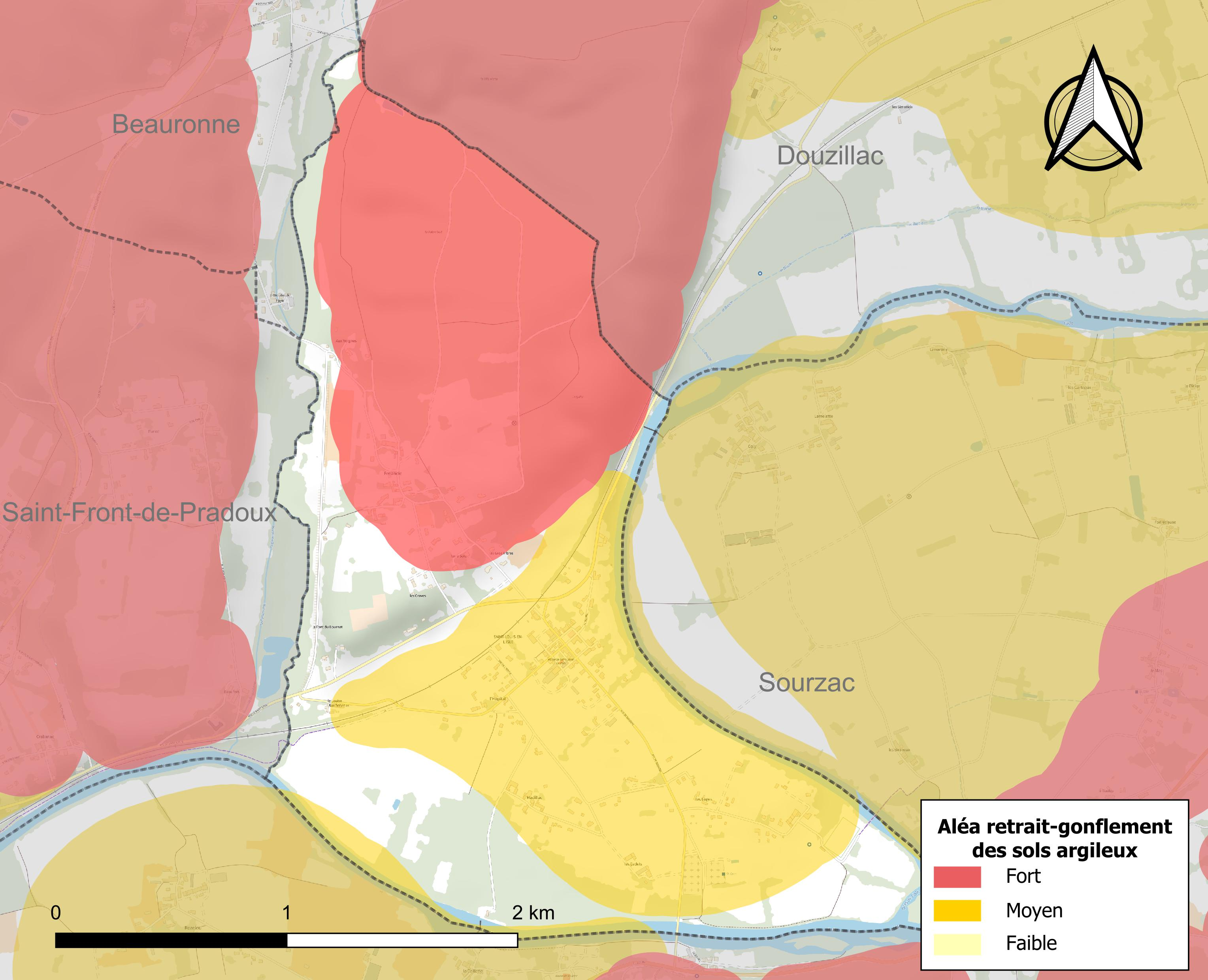
Carte des zones d'aléa retrait-gonflement des sols argileux de Saint-Louis-en-l'Isle.

Certaines parties du territoire communal sont susceptibles d’être affectées par le risque d’inondation par débordement de cours d'eau, notamment l'Isle et la Beauronne. La commune a été reconnue en état de catastrophe naturelle au titre des dommages causés par les inondations et coulées de boue survenues en 1982, 1993 et 1999,. Le risque inondation est pris en compte dans l'aménagement du territoire de la commune par le biais du plan de prévention des risques inondation (PPRI) de la « vallée de l'Isle - Mussidanais »  prescrit le 14 mai 2007 et approuvé le 6 juillet 2009, pour les crues de l'Isle, impactant ses rives jusqu'à plus de 500 mètres de largeur sur le territoire communal au niveau de Madillac et de l'écluse de la Caillade,.
Saint-Louis-en-l'Isle est exposée au risque de feu de forêt. L’arrêté préfectoral du 14 mars 2013 fixe les conditions de pratique des incinérations et de brûlage dans un objectif de réduire le risque de départs d’incendie. À ce titre, des périodes sont déterminées : interdiction totale du 15 février au 15 mai et du 15 juin au 15 octobre, utilisation réglementée du 16 mai au 14 juin et du 16 octobre au 14 février. En septembre 2020, un plan inter-départemental de protection des forêts contre les incendies (PidPFCI) a été adopté pour la période 2019-2029,.
Les mouvements de terrains susceptibles de se produire sur la commune sont des tassements différentiels. Le retrait-gonflement des sols argileux est susceptible d'engendrer des dommages importants aux bâtiments en cas d’alternance de périodes de sécheresse et de pluie. 72,3 % de la superficie communale est en aléa moyen ou fort (58,6 % au niveau départemental et 48,5 % au niveau national métropolitain). Depuis le 1er octobre 2020, en application de la loi ÉLAN, différentes contraintes s'imposent aux vendeurs, maîtres d'ouvrages ou constructeurs de biens situés dans une zone classée en aléa moyen ou fort,.
La commune a été reconnue en état de catastrophe naturelle au titre des dommages causés par la sécheresse en 1993, 1997 et 2005 et par des mouvements de terrain en 1999.

## Toponymie
Le nom de la commune se réfère à saint Louis, roi de France, et à l'Isle, principal affluent de la Dordogne et rivière qui arrose le territoire communal.
En occitan, la commune porte le nom de Sent Lóis d'Eila.

## Histoire
Le territoire communal a été occupé dès le Paléolithique, comme l'ont révélé les fouilles du site de Solvieux.
Au XIIIe siècle, le site appartenait à la paroisse de Sourzac qui dépendait de l'abbaye de Charroux. Un acte de paréage est signé en 1308 entre l'abbaye et Philippe le Bel, le roi de France, pour y établir une bastide. Son nom latinisé apparaît en 1310 sous la forme Villa franca Sancti Ludovici (« Ville franche de Saint-Louis »). Selon Chantal Tanet et Tristan Hordé, comme il existe plusieurs saints portant le nom de Louis, il est possible, mais non prouvé, que le nom du lieu fasse référence au roi saint Louis, grand-père de Philippe le Bel. Cependant, l'abbé Carles précise que c'est bien le roi de France qui est à l'origine de l'église gothique (« S. Louis en posa lui-même les fondements, en 1269, quand il partait pour la dernière croisade. P. Dupuy, tome 2, page 94 »).
La bastide passa aux mains des Anglais lors de la guerre de Cent Ans. De sa fondation initiale, il ne reste plus au XXIe siècle que l'église et quelques rues qui se coupent perpendiculairement.
La commune porta, au cours de la période révolutionnaire de la Convention nationale (1792-1795), le nom de Montagne-Libre-sur-l'Isle-et-Beauronne.

## Politique et administration

### Rattachements administratifs
La commune de Saint-Louis-en-l'Isle a, dès 1790, été rattachée au canton de Mussidan qui dépendait du district de Mussidan. En 1800, les districts sont supprimés et le canton est rattaché à l'arrondissement de Ribérac. Cet arrondissement est supprimé en 1926 et depuis, le canton dépend de l'arrondissement de Périgueux.

### Intercommunalité
Fin 2002, Saint-Louis-en-l'Isle intègre dès sa création la communauté de communes du Mussidanais en Périgord. Celle-ci disparaît au 31 décembre 2016, remplacée au 1er janvier 2017 par la communauté de communes Isle et Crempse en Périgord.

### Administration municipale
La population de la commune étant comprise entre 100 et 499 habitants au recensement de 2017, onze conseillers municipaux ont été élus en 2020,.

### Liste des maires
| Période                                  | Période      | Identité                            | Étiquette | Qualité                            |
| ---------------------------------------- | ------------ | ----------------------------------- | --------- | ---------------------------------- |
| Les données manquantes sont à compléter. |              |                                     |           |                                    |
| 1793                                     | 1803         | Estiene Madylhac                    |           |                                    |
| 1803                                     | 1810         | Georges Lessalles                   |           |                                    |
| 1810                                     | 1832         | Deffarges                           |           |                                    |
| 1832                                     | 1835         | Ch. Chivaille                       |           |                                    |
| 1835                                     | 1846         | Chivaille                           |           |                                    |
| 1846                                     | 1848         | Joseph Courtois                     |           |                                    |
| juin 1848                                | juillet 1852 | Gabriel Madilhac                    |           |                                    |
| juillet 1852                             | 1860         | Eymery Urbain Chivaille             |           |                                    |
| août 1860                                | juillet 1865 | Jérôme Madilhac                     |           |                                    |
| juillet 1865                             | mars 1866    | Marie Victor Émile Limouzin-Lamothe |           |                                    |
| mars 1866                                | octobre 1876 | Antoine Bezac                       |           |                                    |
| octobre 1876                             | 1881         | Jean Bertet                         |           |                                    |
| janvier 1881                             | janvier 1885 | Léonard Deffarges                   |           |                                    |
| février 1885                             | 1896         | Abdon Loisy                         |           |                                    |
| mai 1896                                 | 1900         | Élie Laforest                       |           |                                    |
| juin 1900                                | 1925         | Léonard Chevalier                   |           |                                    |
| mai 1925                                 | 1937         | Pierre Fraisse                      |           |                                    |
| 1937                                     | juillet 1937 | Germain Bezac                       |           | Adjoint faisant fonctions de maire |
| juillet 1937                             | octobre 1944 | Émile Coussy                        |           |                                    |
| octobre 1944                             | mars 1971    | Jean Bleynie                        |           |                                    |
| mars 1971                                | mars 1977    | André Piganaux                      |           |                                    |
| mars 1977                                | mars 1981    | Edgard Mayen                        |           |                                    |
| mars 1981                                | avril 1981   | Roland Kossakowski                  |           | Adjoint faisant fonctions de maire |
| avril 1981                               | mars 1983    | Roland Kossakowski                  |           |                                    |
| mars 1983                                | mars 2001    | Jacques Prout                       | PCF       |                                    |
| mars 2001                                | mars 2014    | Jean-Pierre Élie Prout              | SE        | Retraité de l'enseignement         |
| mars 2014 (réélu en mai 2020)            | En cours     | Jean-Luc Massias                    |           |                                    |

## Équipements et services publics

### Enseignement
En 2012, Saint-Louis-en-l'Isle est organisée en regroupement pédagogique intercommunal (RPI) avec la commune de Sourzac au niveau des classes de maternelle et de primaire. La commune assure les classes de cours élémentaire, les classes de maternelle, de cours préparatoire et de cours moyen s'effectuant à Sourzac.

### Justice
En 2023, dans le domaine judiciaire, Saint-Louis-en-l'Isle relève : 
- du tribunal judiciaire, du tribunal pour enfants, du conseil de prud'hommes et du tribunal de commerce de Périgueux ;
- du pôle Nationalité du tribunal judiciaire de Périgueux (compétent uniquement dans le domaine de la nationalité) ;
- de la cour d'appel, du tribunal administratif et de la  cour administrative d'appel de Bordeaux.

## Population et société

### Démographie
L'évolution du nombre d'habitants est connue à travers les recensements de la population effectués dans la commune depuis 1793. Pour les communes de moins de 10 000 habitants, une enquête de recensement portant sur toute la population est réalisée tous les cinq ans, les populations de référence des années intermédiaires étant quant à elles estimées par interpolation ou extrapolation. Pour la commune, le premier recensement exhaustif entrant dans le cadre du nouveau dispositif a été réalisé en 2005.

En 2022, la commune comptait 311 habitants, en évolution de +2,98 % par rapport à 2016 (Dordogne : +0,37 %, France hors Mayotte : +2,11 %).
| 1793 | 1800 | 1806 | 1821 | 1831 | 1836 | 1841 | 1846 | 1851 |
| ---- | ---- | ---- | ---- | ---- | ---- | ---- | ---- | ---- |
| 230  | 219  | 266  | 277  | 315  | 279  | 237  | 239  | 244  |

| 1856 | 1861 | 1866 | 1872 | 1876 | 1881 | 1886 | 1891 | 1896 |
| ---- | ---- | ---- | ---- | ---- | ---- | ---- | ---- | ---- |
| 243  | 243  | 236  | 226  | 218  | 213  | 244  | 198  | 245  |

| 1901 | 1906 | 1911 | 1921 | 1926 | 1931 | 1936 | 1946 | 1954 |
| ---- | ---- | ---- | ---- | ---- | ---- | ---- | ---- | ---- |
| 207  | 196  | 205  | 200  | 219  | 189  | 194  | 191  | 213  |

| 1962 | 1968 | 1975 | 1982 | 1990 | 1999 | 2005 | 2006 | 2010 |
| ---- | ---- | ---- | ---- | ---- | ---- | ---- | ---- | ---- |
| 209  | 204  | 241  | 220  | 233  | 224  | 244  | 243  | 261  |

| 2015 | 2020 | 2022 | - | - | - | - | - | - |
| ---- | ---- | ---- | - | - | - | - | - | - |
| 296  | 304  | 311  | - | - | - | - | - | - |

### Manifestations culturelles et festivités
- Fête annuelle sur un week-end, début août[67].

## Économie

### Emploi
En 2015, parmi la population communale comprise entre 15 et 64 ans, les actifs représentent 114 personnes, soit 38,5 % de la population municipale. Le nombre de chômeurs (seize) a augmenté par rapport à 2010 (treize) et le taux de chômage de cette population active s'établit à 14,0 %.

### Établissements
Au 31 décembre 2015, la commune compte treize établissements, dont six au niveau des commerces, transports ou services, trois relatifs au secteur administratif, à l'enseignement, à la santé ou à l'action sociale, deux dans l'industrie, un dans l'agriculture, la sylviculture ou la pêche, et un dans la construction.

## Culture locale et patrimoine

### Lieux et monuments
- Site préhistorique de Solvieux dont les fouilles ont permis de mettre au jour des couches qui vont du Paléolithique moyen (Moustérien) au Paléolithique supérieur (Aurignacien, Périgordien et Magdalénien III à V)[53].
- Église Saint-Louis du XIIIe siècle[55] avec clocher-mur et portail du XIXe siècle.
- Pont sur l'Isle de type « Eiffel », édifié en 1894, qui permet de relier la commune à celle de Sourzac (route départementale 3E5) ; il sera fermé en 2025 pendant presque une année pour consolidation[71].

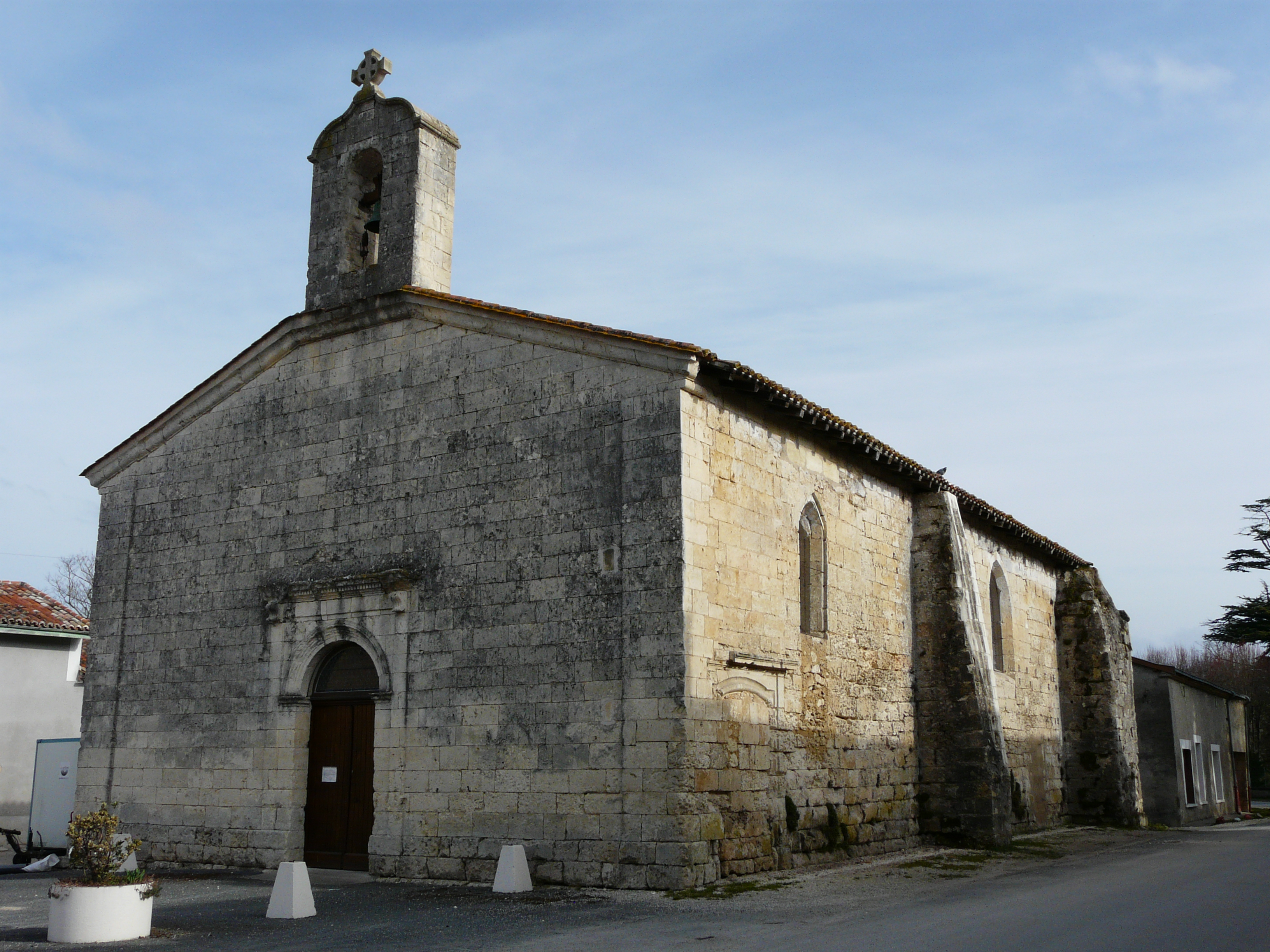
L'église Saint-Louis.
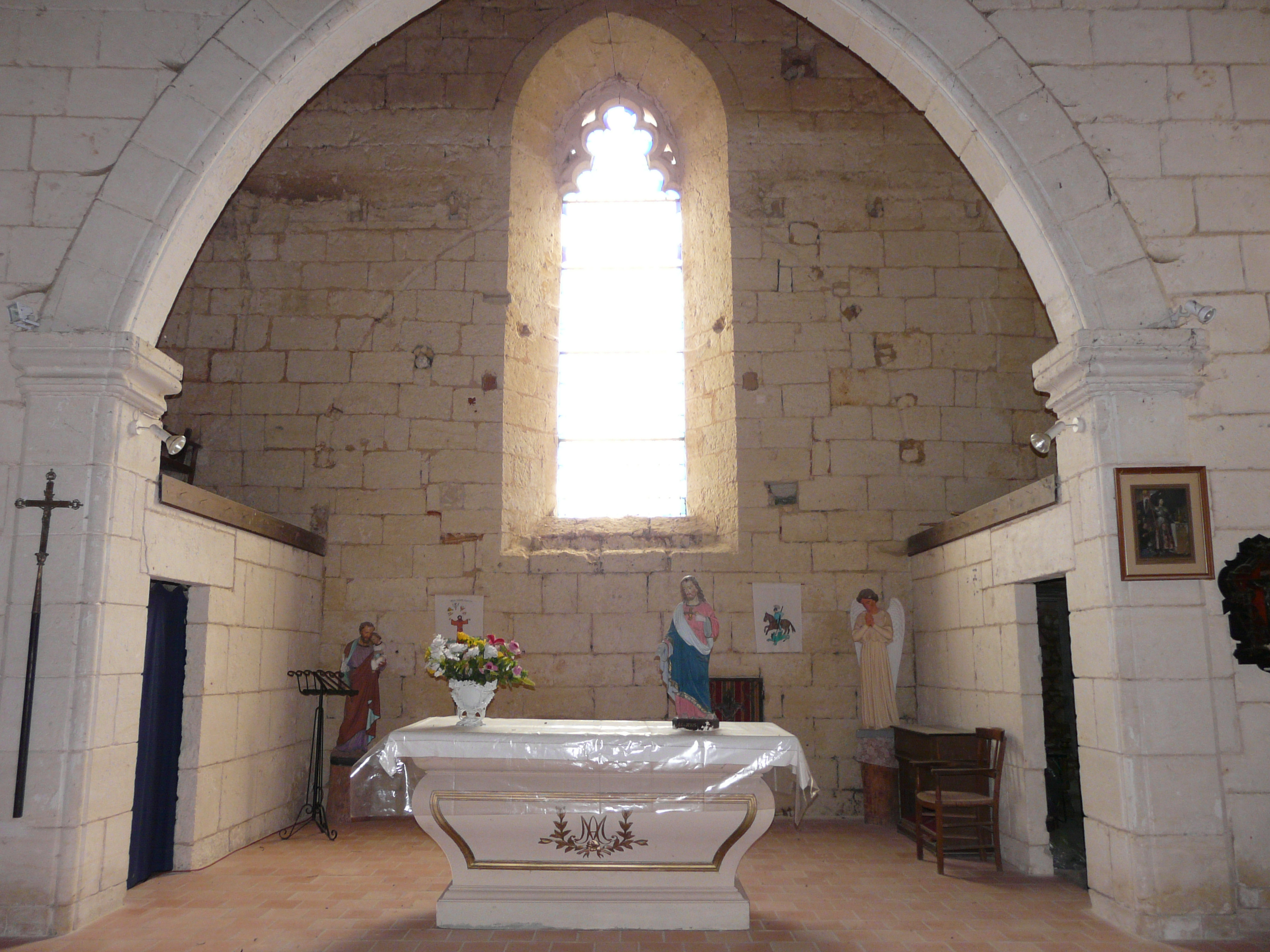
Le chœur.
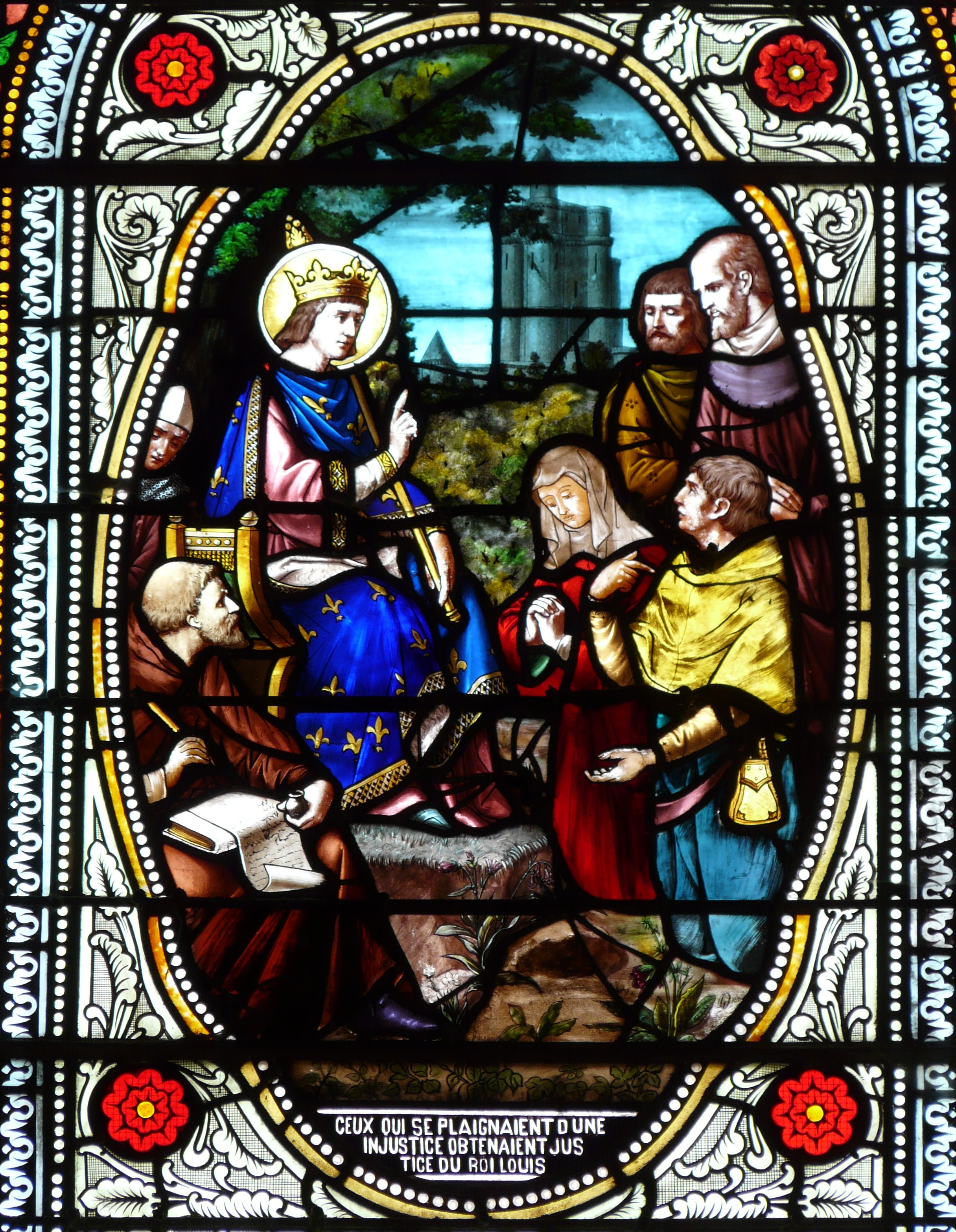
Saint-Louis rendant la justice : vitrail de Gustave Pierre Dagrant.

### Patrimoine naturel
Située au sud de la forêt de la Double et bordée par l'Isle, la commune représente un grand intérêt pour la faune et la flore locales. Des zones de protection y sont donc délimitées.

#### Natura 2000
Deux sites Natura 2000 sont présents sur le territoire communal.
La vallée de la Beauronne fait partie des vallées de la Double, considérées comme site important par le réseau Natura 2000 pour la conservation d'espèces animales européennes menacées. On peut y trouver notamment la cistude d'Europe (Emis orbicularis), l'écrevisse à pattes blanches (Austropotamobius pallipes), la loutre (Lutra lutra), le vison d'Europe (Mustela lutreola), le chabot commun (Cottus gobio) ou encore la lamproie de Planer (Lampetra planeri).
Depuis Périgueux jusqu'à sa confluence avec la Dordogne, l'Isle et sa vallée, ensemble de prairies et de cultures, représentent un site très important pour le vison d'Europe ainsi que pour une libellule : le gomphe de Graslin (Gomphus gaslinii). Outre la cistude d'Europe et l'écrevisse à pattes blanches, on y trouve également des aires de reproduction de six espèces de poissons dont des lamproies et des aloses.

#### ZNIEFF
Au nord, sur environ un tiers du territoire communal, la frange sud-ouest de la forêt de la Double présente une zone naturelle d'intérêt écologique, faunistique et floristique (ZNIEFF) de type 2,.

### Distinctions culturelles
La commune fait partie de celles ayant reçu l’étoile verte espérantiste, distinction remise aux maires de communes recensant des locuteurs de la langue construite espéranto.

### Héraldique
| Blason de Saint-Louis-en-l'Isle | Blason  | D’azur à la fasce ondée d’argent accompagnée de trois fleurs de lys d’or, au chef aussi d’azur chargé d’une couronne royale fermée aussi d’or aux joyaux de gueules. |
| Blason de Saint-Louis-en-l'Isle | Détails | Le statut officiel du blason reste à déterminer. |

## Pour approfondir